# Hans Techel
Hans-Heinrich Ludwig Friedrich Techel (12 février 1870 - 22 février 1944) est un architecte naval et concepteur de sous-marins allemand.

## Vie
Hans Techel a fréquenté l’école à Wismar, il a d’abord étudié la philosophie à l’université de Rostock à partir de 1889, puis a changé de programme d’études et a étudié l’ingénierie navale et mécanique à l’université technique de Berlin-Charlottenburg. Après ses études, il travaille à partir de 1895 dans le bureau d'études de Schiff- und Maschinenbau AG Germania à Kiel. À partir de juillet 1901, il dirige un grand bureau de construction navale pour les Howaldtswerke de Kiel, qui fusionne en 1902 avec le chantier naval Friedrich Krupp Germania.
Au cours de ces années, la marine impériale allemande avait des réserves à l’égard du chantier naval Germania lors de l’attribution des contrats, car elle craignait que les connaissances ne soient transmises à l’étranger de manière incontrôlée par des étrangers travaillant dans des domaines liés à la sécurité. En juillet 1907, Hans Techel prend la direction générale du département de construction des sous-marins à la suggestion de Gustav Berling. Il a travaillé avec le concepteur de sous-marins espagnol Raimundo Lorenzo de Equevilley Montjustín, qui avait auparavant travaillé pour Maxime Laubeuf, le principal concepteur de sous-marins français de l’époque et le concepteur du Narval, mis en service en France en 1900. Construits selon ses plans à Kiel, le sous-marin Forelle ainsi que les trois sous-marins de la classe Karp (Karp, Karas et Kambala), plus grands, ont été livrés à la Russie par chemin de fer en 1904. Enfin, avec le développement ultérieur par Gustav Berling du premier sous-marin militaire allemand, le U-1 (1906), le chantier naval Germania a obtenu en 1908 un contrat pour construire un sous-marin, car les réserves de la marine contre le chantier naval ne pouvaient plus être justifiées. Il a construit quatre sous-marins pour la marine impériale allemande.
Ces bateaux de haute mer à double coque de type U-5 (les U-5, U-6, U-7 et U-8), ont été construits à Kiel, ainsi que le U-16, unique navire de sa classe. Ils étaient encore équipés de moteurs à essence Körting, ce qui fait qu’ils trainaient un panache d’échappement blanc très visible derrière eux.
Hans Techel préconisait déjà à cette époque l’installation de moteurs Diesel, en raison du risque d’incendie beaucoup plus faible, mais la marine impériale allemande n’a été convaincue de l’avantage des moteurs diesel qu’après la construction pour la marine royale italienne du sous-marin Atropo, qui a été lancé à Kiel le 22 mars 1912 et mis en service à La Spezia le 5 février 1913. Le chantier naval a également construit des sous-marins pour la marine royale norvégienne (le Kobben) et la marine austro-hongroise (les U-3 et U-4). Sous la direction de Hans Techel, plus d’une centaine de types de sous-marins différents ont été conçus et construits par la suite. Les premiers bateaux de haute mer à double coque à moteur diesel construits à Kiel étaient les U-boote de la série U-23 à U-26 (les U-23, U-24, U-25 et U-26).
La fin de la Première Guerre mondiale en 1918 et l’interdiction imposée par les Alliés à l’Allemagne de posséder, développer ou construire des sous-marins ont mis fin au développement de cette arme en Allemagne.
Hans Techel a été activement impliqué depuis 1915 dans la construction des croiseurs légers néerlandais de classe Java, les Sumatra et Java, bien que l’achèvement du Sumatra (lancé en 1920) et du Java (lancé en 1921) ait été retardé parce que les Alliés n’ont pas permis à l’Allemagne de livrer aux Pays-Bas après la fin de la guerre des pièces des armes déjà commandées pendant la guerre.
Après la conclusion du traité de Versailles, Hans Techel supervise la construction des sous-marins au Japon (à Kōbe) puis l’achèvement des croiseurs Sumatra et Java aux Pays-Bas.
En 1922, il publie un article détaillé sur la construction des sous-marins au chantier naval Germania. Plus tard, il a été directeur technique du bureau d'études de sous-marins néerlandais NV Ingenieurskantoor voor Scheepsbouw à La Haye, derrière lequel se trouvait une société écran de la Reichsmarine financée par la Reichswehr. Il a dirigé ce bureau d'études de 1925 à 1938. Sous sa direction, plus de 400 modèles de sous-marins ont été créés au cours de cette période.
Il était membre de la Schiffbautechnische Gesellschaft et également membre de la Verein Deutscher Ingenieure (VDI).

## Honneurs
Hans Techel a été nommé Dr.-Ing. E. h. par l’Université technique de Berlin-Charlottenburg en 1917. En 1940, Adolf Hitler lui a décerné la médaille Goethe pour l'art et la science à l’occasion de son 70e anniversaire.
Son nom a été donné à un sous-marin de poche de type 202 de la marine allemande, le Hans Techel (S-172), mis en service le 14 octobre 1965,,.

## Œuvres
- Der Bau von Unterseebooten auf der Germaniawerft, Verlag des Vereins deutscher Ingenieure, Berlin, 1922 (lire en ligne).